# Corazón de Jesús
Corazón de Jesús – wyspa położona na Morzu Karaibskim w archipelagu San Blas około kilometra łodzią od wybrzeża atlantyckiego Panamy. Wchodzi w skład autonomicznej comarki Kuna Yala. Klimat tropikalny. Licząca ok. 600 osób ludność to Indianie z plemienia Kuna. Wyspa połączona jest mostem z wyspą i miastem Narganá. Znajduje się tam także posterunek policji.
Nazwa Corazón de Jesús w języku hiszpańskim znaczy Serce Jezusa. Oryginalna nazwa w języku Kuna to: Akuanusadup co oznacza Wyspa Magicznego Kamienia.